# Limenitis irma
Limenitis irma är en fjärilsart som beskrevs av Hans Fruhstorfer 1907. Limenitis irma ingår i släktet Limenitis och familjen praktfjärilar. Inga underarter finns listade i Catalogue of Life.